# Sonates pour piano de Rachmaninov
Vous venez d’apposer le modèle de débat d'admissibilité.
Avant toute chose, veuillez créer la page de débat correspondante en cliquant ici.
- Une fois la page de vote initialisée, rafraîchissez cette page, et le bandeau prendra son aspect définitif.
- Si votre débat d'admissibilité est groupé (le motif et l’argumentation doivent être les mêmes), modifiez cette page pour ajouter au modèle le paramètre « cat » suivi du nom de la page de discussion de l’article pour lequel la page de débat existe déjà (ex. : cat=Discussion:Nom_de_l'autre_article). Ensuite, suivez les nouvelles instructions qui apparaissent.
- Vous pouvez également utiliser le paramètre « type » pour faciliter l’accès aux critères d’admissibilité. Exemple : {{suppression|type=mot-clé}}. Liste des mots-clés existants : fiction, musique, art visuel, fanzine, jeu de société, porno, sportif, association, enseignement, société, site web, route, nombre, (Liste complète ici).

| 1. | Créez la page de débat d'admissibilité.                                                                      | Sauvegardez d’abord la page pour l’initialiser puis indiquez votre motivation.                           |
| 2. | Important : ajoutez une entrée dans la section Débat d'admissibilité du jour.                                | Utilisez ce texte : *{{L\|Sonates pour piano de Rachmaninov}}                                            |
| 3. | Pensez à informer les contributeurs principaux de la page et les projets associés lorsque cela est possible. | Utilisez ce texte : {{subst:Avertissement débat d'admissibilité\|Sonates pour piano de Rachmaninov}}~~~~ |

Sergueï Vassilievitch Rachmaninov a écrit seulement deux sonates pour piano.
Elles se caractérisent par leur virtuosité et leur longueur (près de trois-quarts d'heure pour la première).

## Sonate pour piano n° 1 en ré mineur op. 28
Elle a été écrite à Dresde entre novembre  1907 et mai  1908 et est contemporaine de sa seconde symphonie.
Elle est inspirée de la Faust Symphonie de Franz Liszt, chaque mouvement représentant l'un des personnages de l'intrigue.
La création eut lieu à Moscou le 17 octobre 1908 par le pianiste Constantin Igoumnov, ce qui n'est pas habituel, le compositeur ayant l'habitude de jouer ses propres œuvres. 
Elle comporte trois mouvements et son exécution demande environ 40 minutes
- Allegro moderato
- Lento
- Allegro molto

## Sonate pour piano n° 2 en si bémol mineur op. 36
Elle a été écrite entre janvier et août  1913 à Rome et en Russie et est contemporaine de ses Cloches. Elle est dédiée à Matvei Pressman, un élève et ami d'enfance.
La première eut lieu à Moscou le 16 décembre 1913 par le musicien au clavier.
Elle a été révisée en 1931, le musicien la raccourcissant notablement en y ôtant près de 120 mesures (soit près du tiers de la partition).  
Elle comporte trois mouvements et son exécution (version 1913) demande environ une demi-heure.
- Allegro agitato
- Non allegro. Lento
- Allegro molto

Ultérieurement d'autres pianistes jugèrent que la version de 1913, trop longue, a été incorrectement élaguée en 1931 et proposèrent leur propre vision. On peut citer celle de Vladimir Horowitz ou celle d'Hélène Grimaud.